# Campeonato Europeo de Remo de 2010
El IV Campeonato Europeo de Remo se celebró en Montemor-o-Velho (Portugal) entre el 10 y el 12 de septiembre de 2010 bajo la organización de la Federación Internacional de Sociedades de Remo (FISA) y la Federación Portuguesa de Remo.
Las competiciones se realizaron en el canal de remo del Centro Náutico de la ciudad portuguesa.

## Medallistas

### Masculino
| Evento                                 | Oro | Plata | Bronce |
| -------------------------------------- | --- | --- | --- |
| Scull individual M1X (12.09)           | Ondřej Synek · República Checa · 6:47,96 | Lassi Karonen · Suecia · 6:50,76 | Karl Schulze · Alemania · 6:52,49 |
| Doble scull M2X (12.09)                | Cédric Berrest Julien Bahain Francia 6:12,12 | Allar Raja Kaspar Taimsoo Estonia 6:12,90 | Petr Vitásek · David Jirka · República Checa · 6:13,57 |
| Cuatro scull M4X (12.09)               | Konrad Wasielewski · Marek Kolbowicz · Michał Jeliński · Adam Korol · Polonia · 5:53,04 | David Šain · Martin Sinković · Damir Martin · Valent Sinković · Croacia · 5:54,05 | Volodymyr Pavlovsky · Serhi Hryn · Serhi Biloushchenko · Ivan Dovhodko · Ucrania · 5:54,36                                                                                               |
| Dos sin timonel M2- (12.09)            | Yeoryos Tzialas · Ioannis Jristu · Grecia · 6:30,34 | Lorenzo Carboncini · Niccolò Mornati · Italia · 6:33,35 | Marko Marjanović Nikola Stojić Serbia 6:36,85 |
| Dos con timonel M2+ (11.09)            | Vadzim Lialin · Aliaxandr Kazubouski · Piotr Piatrynich (t) · Bielorrusia · 7:45,50 | Simone Ponti · Mario Palmisano · Andrea Lenzi (t) · Italia · 7:48,79 | Jakub Houška · Jakub Makovička · Oldřich Hejdušek (t) · República Checa · 7:53,44 |
| Cuatro sin timonel M4- (12.09)         | René Bertram · Jochen Urban · Urs Käufer · Florian Eichner · Alemania · 5:52,54 | Steryos Papajristos · Ioannis Tsilis · Nikólaos Guntulas · Apóstolos Guntulas · Grecia · 5:54,08                                                                                       | Jan Gruber · Milan Doleček · Milan Bruncvík · Michal Horváth · República Checa · 5:54,09                                                                                                 |
| Ocho con timonel M8+ (12.09)           | Gregor Hauffe · Maximilian Reinelt · Kristof Wilke · Florian Mennigen · Richard Schmidt · Lukas Müller · Toni Seifert · Sebastian Schmidt · Martin Sauer (t) · Alemania · 5:51,94          | Rafał Hejmej · Jarosław Godek · Piotr Hojka · Krystian Aranowski · Michał Szpakowski · Marcin Brzeziński · Piotr Juszczak · Mikołaj Burda · Daniel Trojanowski (t) · Polonia · 5:54,22 | Andri Pryveda · Viktor Hrebennykov · Anton Joliaznykov · Dmytro Prokopenko · Oleh Lykov · Valentyn Kletskoi · Andri Shpak · Serhi Chykanov · Olexandr Konovaliuk (t) · Ucrania · 5:57,82 |
| Scull individual ligero LM1X (11.09)   | Marcello Miani · Italia · 7:45,41 | Jaap Schouten · Países Bajos · 7:49,18 | Lukáš Babač · Eslovaquia · 7:51,45 |
| Doble scull ligero LM2X (11.09)        | Linus Lichtschlag · Lars Hartig · Alemania · 6:21,46 | Pedro Fraga Nuno Mendes Portugal 6:22,50 | Jérémie Azou Rémi Di Girolamo Francia 6:23,99 |
| Cuatro scull ligero LM4X (11.09)       | Franco Sancassani · Pietro Ruta · Fabrizio Gabriele · Stefano Basalini · Italia · 6:19,06                                                                                                  | Steffen Jensen Martin Batenburg Christian Nielsen Hans Christian Sørensen Dinamarca 6:20,85                                                                                            | Pierre-Étienne Pollez Stany Delayre Alexandre Pilat Frédéric Dufour Francia 6:27,79 |
| Dos sin timonel ligero LM2- (11.09)    | Fabien Tilliet Jean-Christophe Bette Francia 7:12,99 | Joris Pijs · Paul Drewes · Países Bajos · 7:21,39 | Andreu Castellá · Rubén Álvarez-Pedrosa · España · 7:22,87 |
| Cuatro sin timonel ligero LM4- (11.09) | Bastian Seibt · Jost Schömann-Finck · Jochen Kühner · Martin Kühner · Alemania · 5:54,78                                                                                                   | Łukasz Pawłowski · Łukasz Siemion · Miłosz Bernatajtys · Paweł Rańda · Polonia · 5:56,58                                                                                               | Simon Schürch · Lucas Tramèr · Simon Niepmann · Mario Gyr · Suiza · 5:58,29 |
| Ocho con timonel ligero LM8+ (11.09)   | Luigi Scala · Davide Riccardi · Luca De Maria · Armando Dell'Aquila · Emiliano Ceccatelli · Gennaro Gallo · Livio La Padula · Bruno Mascarenhas · Vincenzo Di Palma (t) · Italia · 6:08,64 | Anders Hansen Lasse Dittmann Sophus Johannesen Jens Nielsen Daniel Zielinski Thorbjørn Patscheider Jacob Barsøe Martin Kristensen Emil Blach (t) Dinamarca 6:09,24                     | João Gabriel Manuel Ferreira Octávio Barbosa João Rodrigues Pedro Vítor Jorge Correia Carvalho João Costa Amorim Ricardo Carraco Rui Torres (t) Portugal 6:25,66                         |

### Femenino
| Evento                               | Oro | Plata | Bronce |
| ------------------------------------ | --- | --- | --- |
| Scull individual W1X (12.09)         | Yekaterina Karsten · Bielorrusia · 7:24,63 | Miroslava Knapková · República Checa · 7:25,90 | Frida Svensson · Suecia · 7:27,47 |
| Doble scull W2X (12.09)              | Annekatrin Thiele · Stephanie Schiller · Alemania · 6:49,87 | Magdalena Fularczyk · Julia Michalska · Polonia · 6:51,86 | Laura Schiavone · Elisabetta Sancassani · Italia · 6:53,39 |
| Cuatro scull W4X (12.09)             | Kateryna Tarasenko · Olena Buriak · Anastasiya Kozhenkova · Yana Dementieva · Ucrania · 6:22,22                                                                                              | Britta Oppelt · Carina Bär · Tina Manker · Julia Richter · Alemania · 6:24,42 | Regina Naunheim · Nora Fiechter · Katja Hauser · Martina Ernst · Suiza · 6:28,69                                                                                                |
| Dos sin timonel W2- (12.09)          | Camelia Lupașcu · Nicoleta Albu · Rumania · 7:22,89 | Kerstin Hartmann · Marlene Sinnig · Alemania · 7:25,25 | Sonja Kešerac · Maja Anić · Croacia · 7:27,62 |
| Cuatro sin timonel W4- (11.09)       | Hanna Haura · Natalia Helaj · Natalia Haurylenka · Zinaida Kliuchynskaya · Bielorrusia · 7:28,81                                                                                             | Samanta Molina · Gioia Sacco · Claudia Wurzel · Valentina Calabrese · Italia · 7:35,41 | — |
| Ocho con timonel W8+ (12.09)         | Roxana Cogianu · Ionelia Zaharia · Maria Diana Bursuc · Ioana Crăciun · Adelina Cojocariu · Nicoleta Albu · Camelia Lupașcu · Enikő Mironcic · Talida-Teodora Gîdoiu (t) · Rumania · 6:36,45 | Kirsten Wielaard · Claudia Belderbos · Roline Repelaer van Driel · Sytske de Groot · Chantal Achterberg · Nienke Kingma · Carline Bouw · Femke Dekker · Anne Schellekens (t) · Países Bajos · 6:39,35 | Eva Paus · Anika Kniest · Constanze Siering · Silke Günther · Kathrin Thiem · Ulrike Sennewald · Nina Wengert · Anna-Maria Kipphardt · Laura Schwensen (t) · Alemania · 6:41,51 |
| Scull individual ligero LW1X (11.09) | Marie-Louise Dräger · Alemania · 8:39,47 | Michaela Taupe-Traer · Austria · 8:46,15 | Laura Milani · Italia · 8:53,30 |
| Doble scull ligero LW2X (11.09)      | Jristina Yazitzidu · Alexandra Tsiavu · Grecia · 6:58,18 | Magdalena Kemnitz · Agnieszka Renc · Polonia · 7:06,16 | Daniela Reimer · Anja Noske · Alemania · 7:08,29 |
| Cuatro scull ligero LW4X (11.09)     | Enrica Marasca · Giulia Pollini · Eleonora Trivella · Erika Bello · Italia · 7:15,18 | Christina Pultz Marie Gottlieb Sarah Christensen Mia Espersen Dinamarca 7:21,07 | — |

## Medallero
| Núm. | País            | Oro | Plata | Bronce | Total |
| ---- | --------------- | --- | ----- | ------ | ----- |
| 1    | Alemania        | 6   | 2     | 3      | 11    |
| 2    | Italia          | 4   | 3     | 2      | 9     |
| 3    | Bielorrusia     | 3   | 0     | 0      | 3     |
| 4    | Grecia          | 2   | 1     | 0      | 3     |
| 5    | Francia         | 2   | 0     | 2      | 4     |
| 6    | Rumania         | 2   | 0     | 0      | 2     |
| 7    | Polonia         | 1   | 4     | 0      | 5     |
| 8    | República Checa | 1   | 1     | 3      | 5     |
| 9    | Ucrania         | 1   | 0     | 2      | 3     |
| 10   | Dinamarca       | 0   | 3     | 0      | 3     |
| 10   | Países Bajos    | 0   | 3     | 0      | 3     |
| 12   | Croacia         | 0   | 1     | 1      | 2     |
| 12   | Portugal        | 0   | 1     | 1      | 2     |
| 12   | Suecia          | 0   | 1     | 1      | 2     |
| 15   | Austria         | 0   | 1     | 0      | 1     |
| 16   | Estonia         | 0   | 1     | 0      | 1     |
| 17   | Suiza           | 0   | 0     | 2      | 2     |
| 18   | Eslovaquia      | 0   | 0     | 1      | 1     |
| 18   | España          | 0   | 0     | 1      | 1     |
| 18   | Serbia          | 0   | 0     | 1      | 1     |
|      | TOTAL           | 22  | 22    | 20     | 64    |